# Bayerischer Brauerbund

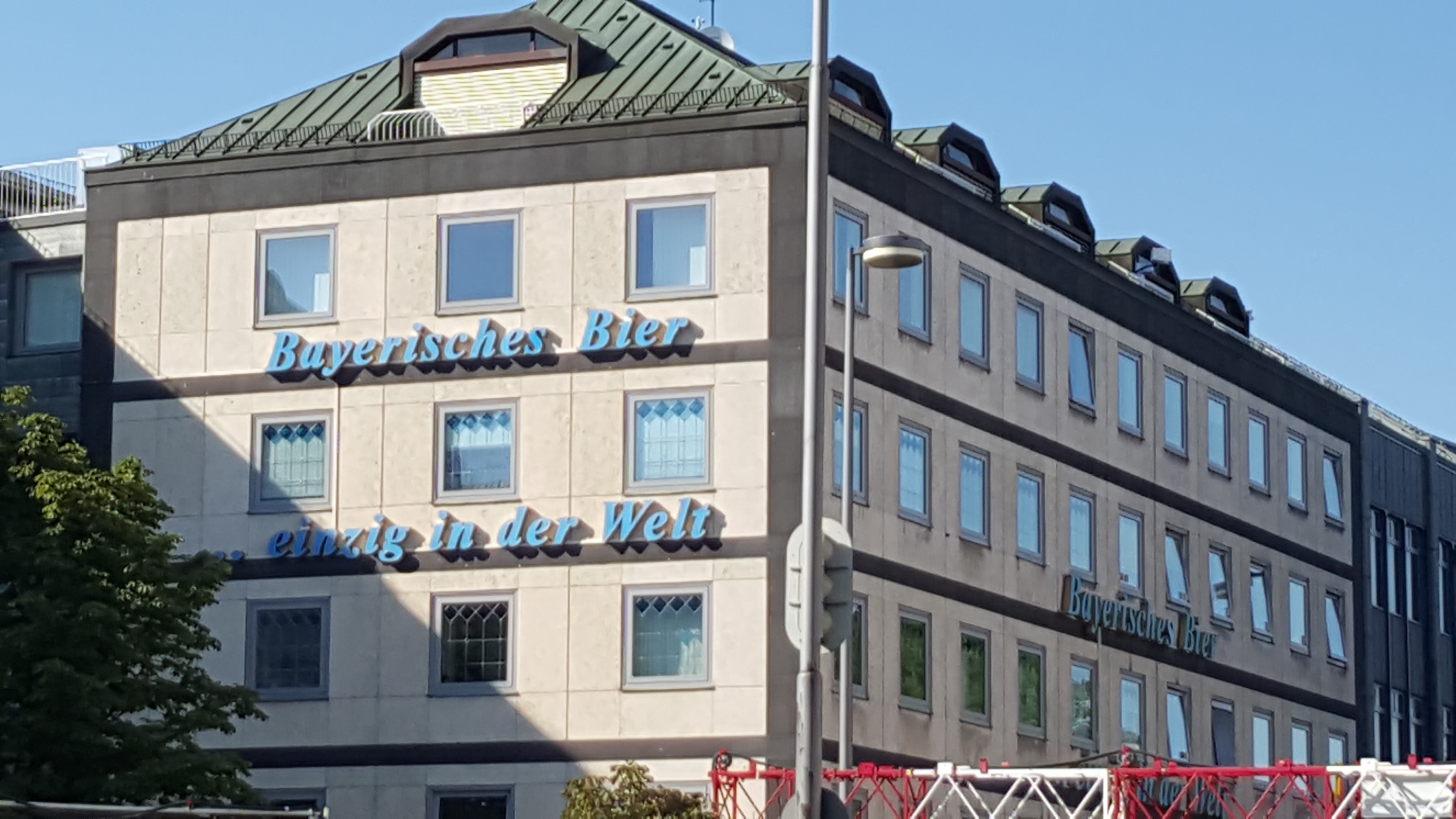
Oskar-von-Miller-Ring 1 in München, Sitz des Bayerischen Brauerbunds

Der Bayerische Brauerbund ist der Dachverband der Brauwirtschaft im Bundesland Bayern mit Sitz in München. Der in der Rechtsform eines eingetragenen Vereins geführte Verband ist einer von fünf Regionalverbänden im Deutschen Brauer-Bund (DBB).

## Geschichte
Anlass der Gründung war der vom bayerischen Staatsminister der Finanzen Emil von Riedel am 30. September 1879 in die Abgeordnetenkammer eingebrachte Gesetzentwurf zur Erhöhung des Malzaufschlages (Vorläufer der Biersteuer) von vier auf sechs Mark je Hektoliter verwendeten Malzes zur Sanierung des bayerischen Staatshaushalts. Durch diese Erhöhung fühlten sich viele der damals 8100 Brauereien im Königreich Bayern, die seit 1806 gesetzlich zur Tilgung und Verzinsung der Staatsschulden bestimmt waren, in ihrer Existenz bedroht. In einer Kundgebung der bayerischen Brauer in München unter dem Versammlungsvorsitz von Henry Theodore Böttinger (Würzburger Hofbräu) forderte Georg Pschorr jun. (1830–1894; Pschorr Bräu) am 18. Oktober 1879 die Gründung eines bayerischen Brauverbandes zum Zweck der gemeinsamen Vertretung der Interessen des bayerischen Braugewerbes.
Am 12. Juli 1880 kam es in München zu einer weiteren Versammlung. Bei der Gründungsversammlung am 15. Juli 1880 wurde Johann Sedlmayr (Mitbesitzer des Spatenbräus) zum ersten Vorsitzenden des Verbandes gewählt. Er verblieb bis 1900 in diesem Amt. Insgesamt bestand der Vorstand aus sieben Personen. Hinzu kam ein Landesausschuss mit 30 Personen.

## Verband

### Zweck

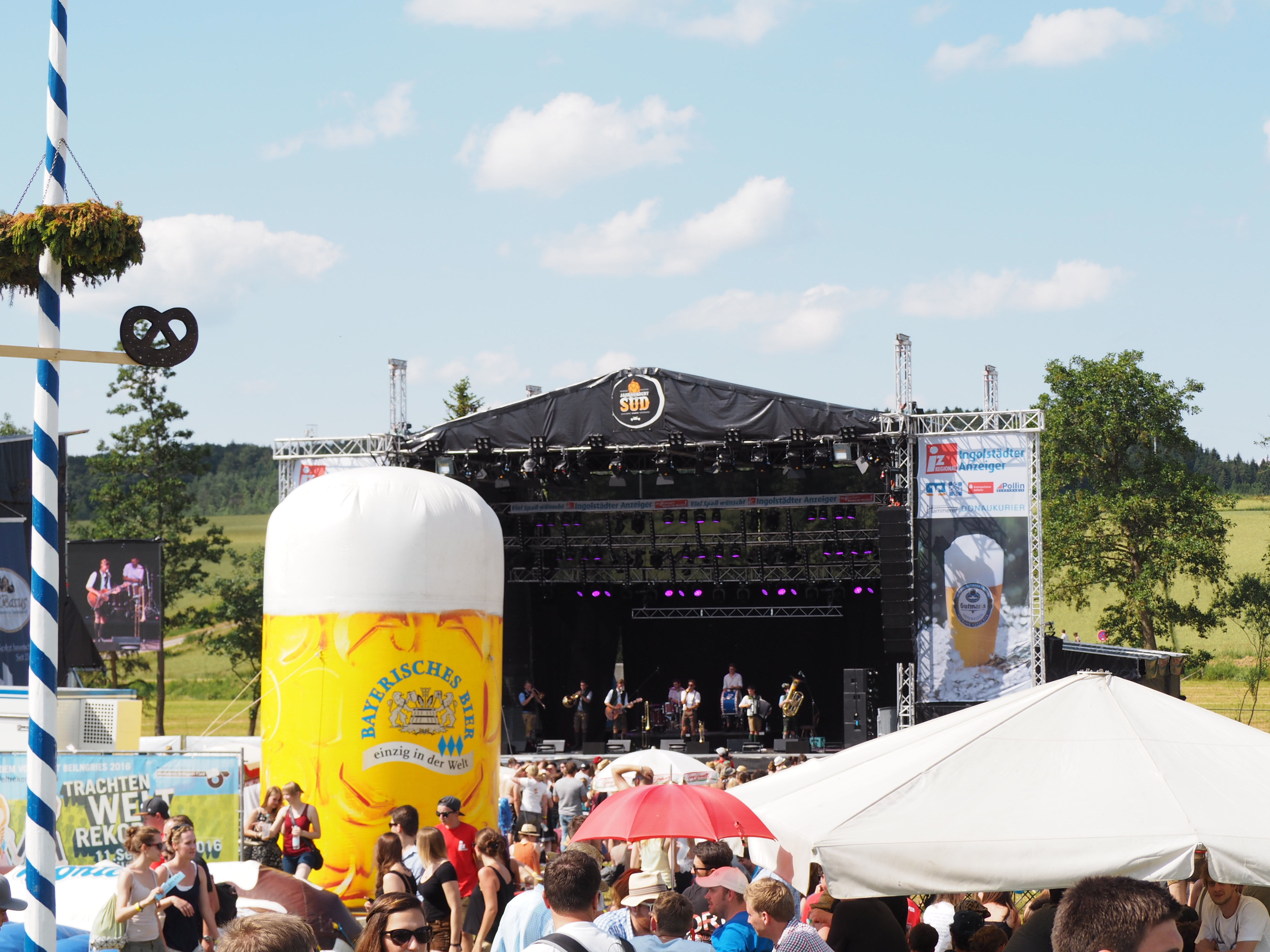
Werbemittel mit Slogan „Bayerisches Bier – einzig in der Welt“ beim Jahrhundertsud-Festival (2016)

Der 1880 gegründete Verband ist einer der ältesten Wirtschaftsverbände Bayerns. Der Zweck ist heute mit „Wahrnehmung und Förderung der gemeinsamen Interessen der gesamten bayerischen Brauwirtschaft“ definiert.
Bezüglich der Marketingkampagne Reinheitsgebot zählt auch der Schutz der geschützten geografischen Angabe „Bayerisches Bier“ im In- und Ausland. Dazu wird der Slogan „Bayerisches Bier – einzig in der Welt“ verwendet.

### Mitglieder
Bei der Gründung trugen sich 462 Brauereien in die Gründungsurkunde ein, die zusammen 75 Prozent des damaligen bayerischen Bierausstoßes – insgesamt waren es 11,8 Mio. Hektoliter – abdeckten. Dem Verband haben sich bis heute Brauereien aller Größenklassen aus allen Regionen des Bundeslandes angeschlossen, womit dieser rund 90 Prozent des bayerischen Bierausstoßes repräsentiert. Noch 2012 waren es 80 Prozent des bayerischen Bierausstoßes, als der Verband rund 240 Mitgliedsorganisationen hatte.

### Verwaltungsorganisation
Das aktuelle Verbandspräsidium wurde am 12. Mai 2016 gewählt. Verbandspräsident ist Georg Schneider VI., geschäftsführender Gesellschafter der Weisses Bräuhaus G. Schneider & Sohn GmbH. Vizepräsidenten an seiner Seite sind Andreas Leikeim (Brauhaus Altenkunstadt Andreas Leikeim GmbH & Co.KG), Georg Reichert (Gräfliche Brauerei Arco-Valley), Erich Schweiger (Privatbrauerei Schweiger GmbH & Co. KG) und Andreas Steinfatt (Hacker-Pschorr) und Schatzmeister Michael Möller vom Staatlichen Hofbräuhaus in München.
Die Geschäftsführung obliegt Lothar Ebbertz, Walter König (Braugersten-Gemeinschaft e. V.), Robert Scholz (Arbeitskreis der Bayerischen Ernährungswirtschaft–ABEW), Manfred Newrzella (Verein Münchner Brauereien e. V., Festring München e. V.) und Peter Zacharias.
Dem Beirat gehören rund 45 Vertreter bayerischer Brauorganisationen an.
Neben Bezirksstellen in den sieben bayerischen Regierungsbezirken Oberbayern, Niederbayern, Oberpfalz, Oberfranken, Mittelfranken, Unterfranken und Schwaben verfügt der Verband über eigene Bezirksstellen in München, Kulmbach und Nürnberg.

## Personalia (Auswahl)
Michael Weiß, geschäftsführender Gesellschafter der Meckatzer Löwenbräu, wurde 2014 mit dem Bundesverdienstkreuz ausgezeichnet. Er erhielt den Orden für sein langjähriges Wirken beim Bayerischen Brauerbund und für Verdienste um seine Allgäuer Heimat und das Gemeinwohl. Weiß war zwischen 2001 und 2012 Präsident des Bayerischen Brauerbunds.
Weitere Personen, die im Bayerischen Brauerbund gewirkt haben:
- Gabriel Sedlmayr der Jüngere (1811–1891), Mitbegründer
- Joseph Wagner (1819–1900), Mitbegründer
- Hermann Pemsel (1841–1916), Beiratsmitglied
- Johann Sedlmayr (1846–1900), Gründungspräsident (1800–1900)
- Gabriel von Sedlmayr (1850–1931), Vorstandsmitglied
- August Pschorr (1862–1935), Vizepräsident
- Hans Pfülf (1892–1969), Präsident
- Clemens Max Eisenberger (1902–1962), Präsident
- Eduard Peschl (1903–1999), Präsident und Ehrenmitglied
- Franz Inselkammer (1935–2024), Präsident
- Dieter Soltmann (1935–2022), Ehrenpräsident
- Gerhard Ohneis (1937–2023), Präsident
- Jannik Inselkammer (1968–2014), Beiratsmitglied

## Verbandseigene Initiativen (Auswahl)
- seit 1995: „Tag des Bayerischen Bieres“ (Aktionstag analog zum Tag des Deutschen Bieres; beide jeweils 23. April, 2025 fand der Termin wegen der Bayerischen Schulferien abweichend erst am 29. April statt)[13]
- seit 1999: Auszeichnung „Goldene BierIdee“
- seit 2009: Wahl der „Bayerischen Bierkönigin“

## Publikationen (Auswahl)
- 1891–1919: Bayerisches Brauer-Journal; zusammen mit der Versuchsanstalt für Bierbrauerei in Nürnberg
- 1919: Bayerische Brauer-Nachrichten; zusammen mit dem Deutschen Brauer-Bund und dem Württembergischen Brauerbund
- Bayerische Bierspezialitäten. Sachon-Verlag, Mindelheim 2007